# Molcaxac (kommun)
Molcaxac är en kommun i Mexiko.   Den ligger i delstaten Puebla, i den sydöstra delen av landet, 150 km sydost om huvudstaden Mexico City.
Följande samhällen finns i Molcaxac:
- Molcaxac